# Сърца в Атлантида
„Сърца в Атлантида“ (на английски: Hearts in Atlantis) е американска драма от 2001 година на режисьора Скот Хикс, адаптация на едноименната книга на Стивън Кинг. Във филма участват Антъни Хопкинс и Антон Йелчин.